# Бала (термін)

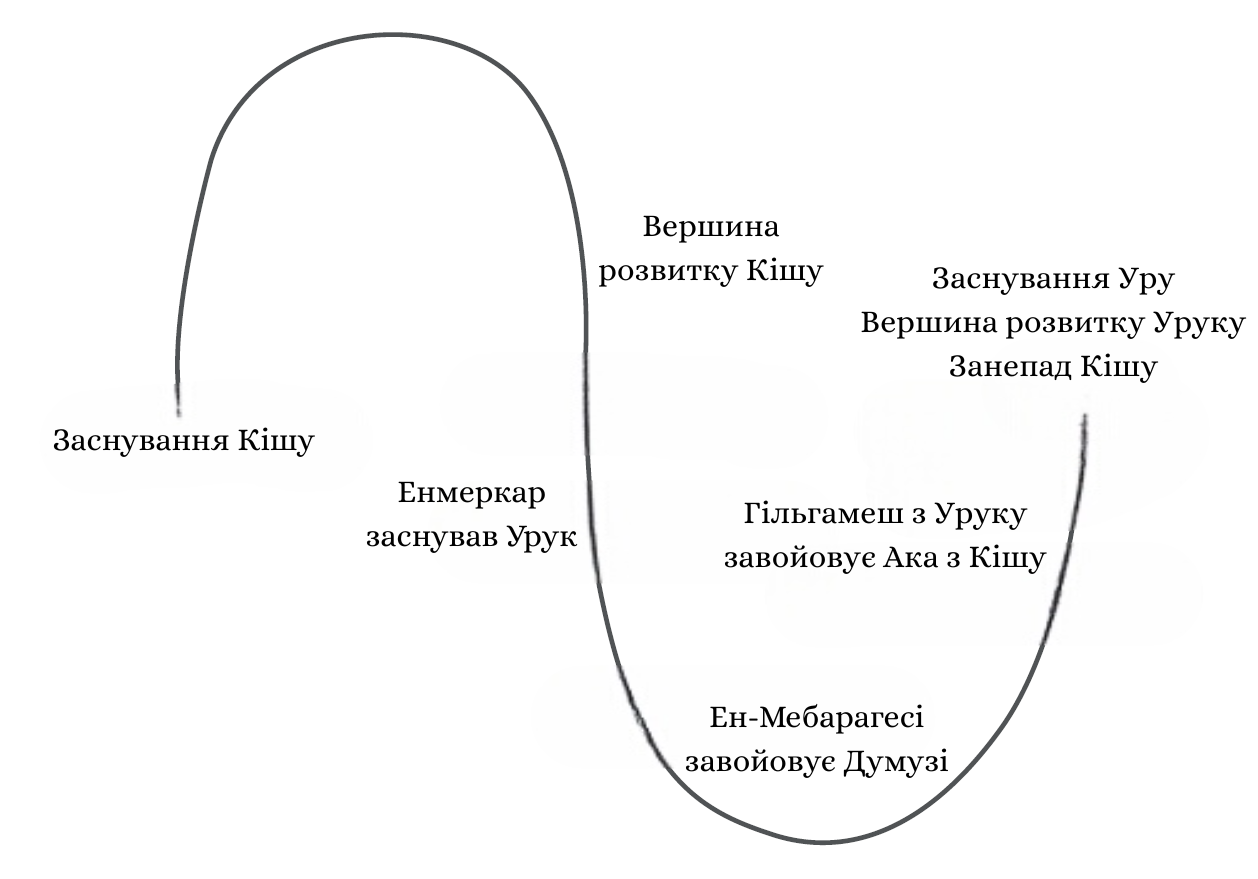
Синусоїдальна діаграма шумерського списку царів. Ілюстрація Жана-Жака Гласснера.

Бала (від шумер. 𒁄 bala; аккад. palû) — шумерське слово, що позначає період часу, який розглядається як структурний зв'язок між двома точками. Цей режим часу концептуалізується з посиланням на цикли пір року або зміну поколінь. Він позначає не період фіксованої тривалості, а проміжок часу, конкретна тривалість якого варіювалася від декількох днів до декількох років. Слово також відноситься до терміну посади, яку по черзі обіймали посадовці. Такі посади варіювалися від найскромніших функцій до посад намісників, царів або навіть богів.
У деяких рукописах Шумерського списку царів послідовні періоди, протягом яких одне місто тримає владу, називаються словом «бала». Стало загальноприйнятим перекладати «бала» як «династія». Однак автор одного з рукописів списку використовує термін «бала» для позначення сімейних династій, які були частиною місцевих циклів, причому один місцевий цикл охоплював кілька сімейних циклів. І навпаки, сімейний цикл і місцевий цикл можуть бути однаковими. Отже, історію можна представити як серію циклів або династій, кожна з яких є самодостатньою.
Список є теоретичним артефактом. Її лінійне викладення інформації, зведене до відповідних фактів, є економним, але приховує циклічну структуру часу. Більше того, події, які насправді мали б відбутися одночасно, розташовані послідовно. Наприклад, текст визначає царя Ен-Мебарагесі з Кіша як завойовника Думузі з Урука, який, згідно з тим самим текстом, мав би правити через 2560 років. Тому список царів слід читати за допомогою синусоїдальної діаграми.